# Deutscher Spiele Preis

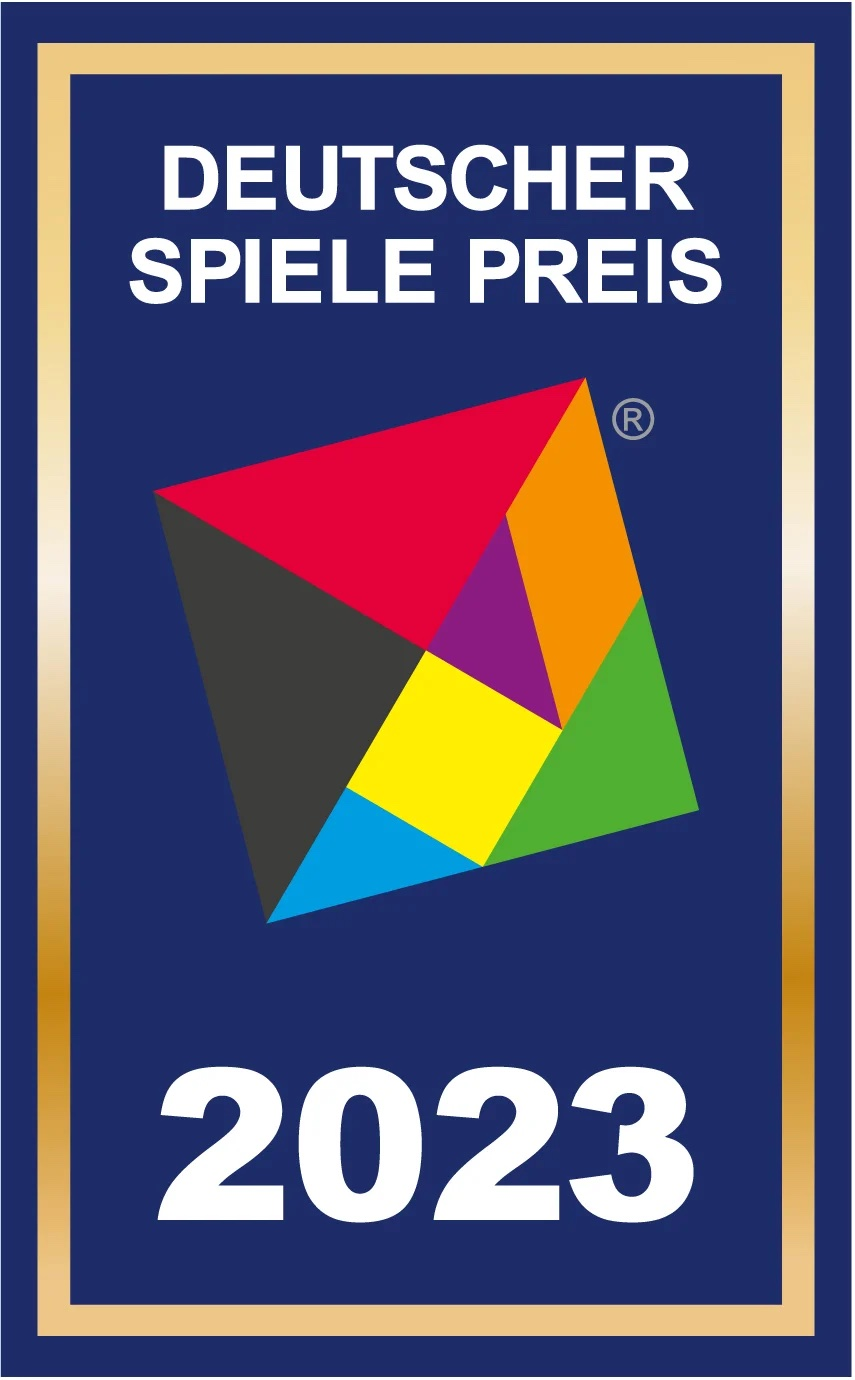
Logo del Deutscher Spiele Preis 2023

El Deutscher Spiele Preis (en alemán: "Premio de juegos alemán") es un premio concedido por votación popular, que valora los mejores juegos de mesa del año. Participan en él los juegos aparecidos en las ferias internacionales de Essen y Núremberg del año en cuestión.

## Características
El premio se instituyó el año 1990 por la revista especializada alemana Die Pöppel-Revue recogiendo votos de tiendas, revistas, clubs y profesionales del sector.
El plazo para votar comienza el 1 de mayo y termina el 31 de julio, concediéndose los premios en la Feria de Essen del siguiente año. 
A diferencia del Spiel des Jahres, que es un premio de la crítica especializada, éste es un premio de jugadores; principalmente alemanes, aunque votan personas de todo el mundo. Así mismo, y a diferencia también del Spiel des Jahres que se dirige principalmente a juegos de tipo familiar, el Deutscher Spiele Preis premia juegos dirigidos a jugadores más experimentados, con particular incidencia en la calidad e innovación de los sistemas de juego.

## Enlaces
- deutscherspielepreis.de – Página web oficial

- Datos: Q670648